# 9577 Gropius
9577 Gropius eller 1989 CE5 är en asteroid i huvudbältet som upptäcktes den 2 februari 1989 av den tyske astronomen Freimut Börngen vid Tautenburg-observatoriet. Den är uppkallad efter den tyske arkitekten Walter Gropius.
Den tillhör asteroidgruppen Nysa.